# Мельниченко Галина Опанасівна
Галина Опанасівна Мельниченко (нар. 28 листопада 1946) — російський вчений-ендокринолог. Академік РАН (2013), РАМН (2011, член-кореспондент з 2004), доктор медичних наук, професор Першого Московського державного медичного університету імені В. М. Сеченова. З 2002 р. директор Інституту клінічної ендокринології Ендокринологічного наукового центру.

## Біографія
Закінчила лікувальний факультет 2-го Медичного інституту імені М. І. Пирогова за спеціальністю лікувальна справа (1972). У 1974 році закінчила клінічну ординатуру за спеціальністю ендокринологія. Там же, в альма-матер, закінчила і аспірантуру. Після чого стала науковим співробітником Інституту експериментальної ендокринології і хімії гормонів АМН СРСР (нині Ендокринологічний науковий центр).
З 1978 року працювала на кафедрі внутрішніх хвороб № 1 Першого Московського державного медичного університету імені В. М. Сєченова, а з 1988 року — на його кафедрі ендокринології при першому лікувальному факультеті, її професор з 1992 року.
З 2002 року директор Інституту клінічної ендокринології Ендокринологічного наукового центру.
Член-кореспондент РАМН з 2004 року, академік РАМН з 2011 року, академік РАН з 2013 року — Відділення медичних наук РАН.

## Наукова діяльність
Основні напрямки наукової діяльності присвячені вивченню проблем патогенезу, диференціальної діагностики та лікування захворювань гіпоталамо-гіпофізарної системи, ролі поліморфізму пролактину, клінічному значенняю його ізоформ. Галиною Мельниченко була розроблена класифікація гіперпролактинемічного гіпогонадизму — найчастішої причини ендокринного безпліддя у чоловіків і жінок.
Автор понад 600 наукових публікацій, монографій, посібників, підручника з ендокринології для студентів медичних вузів.
Під керівництвом Г. О. Мельниченко захищено 8 докторських і 20 кандидатських дисертацій.
Головний редактор журналу «Клінічна та експериментальна тиреоідологія», заступник головного редактора журналу «Ожиріння і метаболізм», член редколегій журналів «Цукровий діабет», «Проблеми ендокринології», «Міжнародний ендокринологічний журнал».
Член бюро відділення медичних наук РАН, експерт ВАК за спеціальністю ендокринологія.
Голова Московської асоціації ендокринологів, віце-президент Російської асоціації ендокринологів, член Європейської асоціації нейроендокринологів, Європейської тиреоідологічної асоціації, член міжнародної асоціації ендокринологів Endo-society.

## Нагороди та звання
- Орден Пошани (2008),
- Орден «За заслуги перед Вітчизною» IV ступеня,
- Лауреат премії Всеукраїнського конкурсу «Покликання» в номінації «За створення нового напряму в медицині» (2011).
- Заслужений професор Першого Московського державного медичного університету імені І. М. Сєченова.

## Книги
- В. Пронин, Г. А. Мельниченко. Клиника и диагностика гипоталамо-гипофизар. — Триада, 2005. — 105 с. ISBN 5-94789-101-8
- И. Дедов, В. Пронин, Г. А. Мельниченко. Клиника и диагностика эндокринных нарушений. — Триада, 2006. — 248 с. ISBN 5-94789-142-5
- И. Дедов, Г. А. Мельниченко. Рациональная фармакотерапия в эндокринологии. — М.: Литтерра, 2006. — 1045 с. ISBN 5-98216-030-X
- С. Ю. Калинченко, Д. А. Гусакова, Г. А. Мельниченко. Синдром Клайнфельтера. — М.: Практическая медицина, 2007. — 80 с. ISBN 978-5-98811-051-4
- Г. А. Мельниченко, А. Токмакова, Д. Колода. Эндокринные заболевания. — М.: Литтерра, 2013. — 128 с. ISBN 978-5-904090-02-9
- Г. А. Мельниченко. Обследование мужчины. — М.: Практическая медицина, 2013. — 112 с. ISBN 978-5-98811-267-9
- И. И. Дедов, Г. А. Мельниченко, В. В. Фадеев. Эндокринология. — М.: ГЭОТАР-Медиа, 2014. — 432 с. ISBN 978-5-9704-2998-3
- Г. А. Мельниченко. Эндокринология. Типичные ошибки практического врача. 4 изд. — М.: Практическая медицина, 2016. — 192 с. ISBN 978-5-98811-420-8
- Г. А. Мельниченко, Е. А. Трошина, И. И. Дедов. Персонализированная эндокринология в клинических примерах. — М.: ГЭОТАР-Медиа, 2018. — 504 с. ISBN 978-5-9704-4617-1
- Ш. Мелмед, К. С. Полонски, П. Ларсен, Г. А. Мельниченко. Репродуктивная эндокринология. Руководство. — М.: ГЭОТАР-Медиа, 2018. — 504 с. ISBN 978-5-9704-4621-8[2]